# اس‌ام یو-۱۱۹
اس‌ام یو-۱۱۹ (به انگلیسی: SM U-119) یک زیردریایی بود که طول آن ۸۱٫۵ متر (۲۶۷ فوت) بود. این زیردریایی در سال ۱۹۱۸ ساخته شد.